# L'Esparra (Gironda)
L'Esparra de Medoc o L'Esparra (nom occità) (en francès Lesparre-Médoc o Lesparre) és un municipi francès, situat a Gascunya, en la península del Medoc, al departament de la Gironda i a la regió de la Nova Aquitània. L'any 2006 tenia 5.195 habitants. És travessat pels rius Zic i Canterane.

## Fills il·lustres
- Jean-Grégoire Pénavaire (1838-1906) violinista i compositor.

## Demografia
| Evolució de la població Cassini i INSEE |      |      |      |       |       |       |       |       |
| 1793                                    | 1800 | 1806 | 1821 | 1831  | 1836  | 1841  | 1846  | 1851  |
| 818                                     | 800  | 919  | 950  | 1 232 | 1 404 | 1 521 | 1 605 | 1 677 |

| 1856  | 1861  | 1866  | 1872  | 1876  | 1881  | 1886  | 1891  | 1896  |
| ----- | ----- | ----- | ----- | ----- | ----- | ----- | ----- | ----- |
| 3 482 | 3 633 | 3 726 | 3 656 | 3 794 | 4 145 | 4 059 | 3 972 | 4 038 |

| 1901  | 1906  | 1911  | 1921  | 1926  | 1931  | 1936  | 1946  | 1954  |
| ----- | ----- | ----- | ----- | ----- | ----- | ----- | ----- | ----- |
| 3 959 | 3 840 | 3 699 | 3 267 | 3 419 | 3 422 | 3 219 | 3 101 | 3 378 |

| 1962  | 1968  | 1975  | 1982  | 1990  | 1999  | 2006 | 2011 | 2016 |
| ----- | ----- | ----- | ----- | ----- | ----- | ---- | ---- | ---- |
| 3 443 | 3 563 | 3 814 | 4 217 | 4 661 | 4 855 | -    | -    | -    |

| 2019 | - | - | - | - | - | - | - | - |
| ---- | - | - | - | - | - | - | - | - |
| -    | - | - | - | - | - | - | - | - |

## Història
Al segle xii els documents notaven Spara o Sparra (d'origen celta). Al segle ix es creu que hi va haver senyors de la regió però fins al segle xii amb Gombau no n'hi ha constància documental. El 1154 els senyors es van fer feudataris anglesos fins que el 1453 la senyoria va passar altra vegada a França. En el segle xiii fou famós el trobador Aimeric de Belenoi, nascut a la ciutat, però que es repetia per tot Occitània i Catalunya. El 1363 el senyor local era senyor de Florimont i va anar a Terra Santa on va destacar pels seus fets d'armes. Fou l'últim lloc on va onejar la bandera anglesa, després del 1453.

## Administració
| Període   | Identitat       | Partit        |
| --------- | --------------- | ------------- |
| 1977-2008 | Bernard Prevot  | PS            |
| 2008-     | Bernard Guiraud | Divers gauche |

## Agermanaments
- Olhão
- Drayton (Vale of White Horse)